# Государственное управление водоснабжения и канализации
Государственное управление водоснабжения и канализации (ивр. הרשות הממשלתית למים ולביוב‎, сокращенно — Управление водного хозяйства ) — израильское государственное управление, отвечающее за распределение водных ресурсов в Израиле. Полномочия управления предоставлены ему в соответствии с «Законом о водных ресурсах» 1959 года. Оно подчиняется Министерству национальной инфраструктуры, энергетики и водоснабжения и является профессиональным регулятором сектора водоснабжения и водоотведения в Израиле. В прошлом управление называлось «Водная комиссия», но в рамках «Закона о договоренностях» от 2006 года она была реорганизована в Управление с 1 января 2007 года. Управление было создано из-за рассредоточения полномочий по водным вопросам в Израиле между несколькими правительственными министерствами и из-за того, что Израиль оказался на грани кризиса в отношении своих водохранилищ.
Глава управления водного хозяйства является также председателем Совета по водным ресурсам , который занимается регулированием водного хозяйства, в том числе установлением правил производства и подачи воды и установлением тарифов на воду. Глава управления также является председателем национального «Совета по канализации». Он отвечает также за представление ежегодного отчета о состоянии водного сектора в экономический комитет Кнессета.

## Фон
Из-за рассредоточения полномочий между различными правительственными министерствами было принято решение о создании Водного управления, в которое войдут представители различных правительственных министерств, связанных с водными ресурсами (здравоохранение, качество окружающей среды, национальная инфраструктура, казначейство, иностранные дела и оборона) и смогут сформировать регулирующий орган, который будет отвечать за развитие и обслуживание водного сектора и его долгосрочное планирование.

## Функции управления
Управление является основным государственным органом, определяющим политику водного сектора в Израиле. В некоторых случаях, например, в вопросе поддержания качества воды, полномочия Управления пересекаются с полномочиями других органов ( Министерства охраны окружающей среды и Министерства здравоохранения ). Управление отвечает за распределение воды между различными секторами, потребляющими воду в Израиле: сельскохозяйственным сектором, городским потреблением, промышленностью, туризмом и т. д. В некоторых случаях внутреннее деление в каждом секторе определяется другими органами.
Управление отвечает за все объекты, которые производят воду в Израиле. Крупнейшим производственным предприятием, находящимся в ведении Управления, является компания «Мекорот», которая производит около 65% воды в Израиле, а также отвечает за ее транспортировку на национальном уровне, в основном через Всеизраильский водопровод . Остальная добыча воды осуществляется водными объединениями, входящими в состав сельскохозяйственных органов или органов местного самоуправления . Управление также занимается распределением воды из альтернативных источников, таких как опреснение или очистка сточных вод . Управление является единственным органом, выдающим лицензии на откачку воды и определяющим условия ее выполнения, а также взимающим плату за эту деятельность.
Основной проблемой, находящейся в ведении управления, является дефицит воды в секторе водоснабжения Израиля. Начальник водного управления отвечает за определение высоты красной линии уровня Кинерета, контрольной цифры, используемой для откачки воды из озера. Кроме того, глава Управления является единственным, кто отдает приказ об открытии плотины Дгания в годы с хорошими осадками, когда есть опасения, что озеро выйдет из берегов. Глава ведомства также отвечает за определение красной линии в водоносном горизонте Яркон-Танинин . Управление также отвечает за политику закачки воды в подземные водяные слои для предотвращения их засоления. Кроме того, на этот орган возложена охрана водных источников, а закон наделяет его полномочиями по прекращению причиняемого им серьезного загрязнения. На практике специалисты предупреждают о постоянном загрязнении источников воды и неуклонном снижении качества питьевой воды в Израиле.

## Обзор
В октябре 2018 года государственный контролер, судья в отставке Йосеф Шапира, сообщил о ряде недостатков в управлении водным сектором в Израиле во втором десятилетии 21-го века и, среди прочего, написал: «Управление даёт возможность по сверхплановому расходу воды сразу же в конце одного благословенного дождливого года, игнорируя при этом долгосрочные последствия изменения климата в регионе».
В отчете аудитора была установлена связь между выявленными им сбоями в устойчивом планировании водного сектора Управлением и падением уровня озера Кинерет ниже нижней линии - то, что, по его словам, может нанести необратимый ущерб Кинерету, Аудитор объяснил одну из причин этого тем фактом, что с октября 2010 года министры энергетики и Управление водного хозяйства не представило на утверждение правительства генеральный план водного сектора и определение приоритетов для водного сектора, хотя это требовалось постановлением правительства от октября 2010 года.
Аудитор также добавил: «Уровни почти всех природных водоемов ниже их красных линий и, безусловно, ниже зеленых линий», а также «значительные объемы воды загрязнены или подвергаются серьезному риску загрязнения и не очищаются. " Кроме того, он отметил другие недостатки, такие как отсутствие усилий по поощрению водосбережения, уклонение от определения красных линий для некоторых водохранилищ Израиля и изменения, внесенные Управлением водного хозяйства в область опреснения воды без одобрения правительства, что привело к задержкам. в целях опреснения воды.
В ответ управление водоснабжения заявило, что они не могли предвидеть редкое климатическое явление 5 лет подряд засухи, обрушившееся на Израиль в этом десятилетии, и поэтому было невозможно должным образом подготовиться к нему заранее, и заявили, что, несмотря на суровый климат и его последствия, управление водными ресурсами Управления водного хозяйства по-прежнему служит примером для многих стран мира, которые учатся тому, как бороться с изменением климата.

## Руководители управления водоснабжения
| Имя              | роль                                  | Вступление в должность | Конец срока |
| ---------------- | ------------------------------------- | ---------------------- | ----------- |
| Цви Нойман       | Комиссар по водным ресурсам           | 1959                   | 1959        |
| Менахем Кантор   | Комиссар по водным ресурсам           | 1959                   | 1977        |
| Меир Бен-Меир    | Комиссар по водным ресурсам           | 1977                   | 1981        |
| Цемах Ишай       | Комиссар по водным ресурсам           | 1981                   | 1991        |
| Дан Заславски    | Комиссар по водным ресурсам           | 1991                   | 1992        |
| Гидеон Цур       | Комиссар по водным ресурсам           | 1992                   | 1996        |
| Меир Бен-Меир    | Комиссар по водным ресурсам           | 1996                   | 2000        |
| Яаков Эфрати     | Комиссар по водным ресурсам           | 2000                   | 2000        |
| Шимон Таль       | Комиссар по водным ресурсам           | 2000                   | 2006        |
| Давид Ярославиц  | Комиссар по водным ресурсам           | 2006                   | 2006        |
| Ури Шани         | Директор Управления водного хозяйства | 2007                   | 2011        |
| Александр Кушнир | Директор Управления водного хозяйства | 2011                   | 2016        |
| Моше Граци       | Директор Управления водного хозяйства | 2016                   | 2017        |
| Гиора Шахам      | Директор Управления водного хозяйства | 2017                   | 2022        |
| Хези Лифшиц      | Директор Управления водного хозяйства | 2022                   | н.в.        |